# 권순일 (법조인)
권순일(權純一, 1959년 7월 20일~)은 대한민국의 대법관이었다. 양승태 전 대법원장이 대법관 후보로 지명했다. 제20대 중앙선거관리위원회 위원장이었다.

## 학력
- 대전고등학교
- 서울대학교 법학 학사
- 컬럼비아 로스쿨 법학석사(LL.M.)
- 서울대학교 대학원 법학 박사

## 경력
- 1980년: 제22회 사법시험 합격(사법연수원 14기 수료)
- 1985년: 서울형사지방법원 판사
- 1996년: 서울고등법원 판사
- 1999년: 대구지방법원 부장판사
- 2004년 2월: 서울행정법원 부장판사
- 2006년 2월: 대전지방법원 수석부장판사
- 2007년 2월: 대전고등법원 수석부장판사
- 2008년 2월: 대법원 선임재판연구관
- 2010년 2월 ~ 2011년 1월: 대법원 수석재판연구관
- 2011년 2월 ~ 2012년 7월: 법원행정처 기획조정실장
- 2012년 8월 ~ 2014년 8월: 법원행정처 차장
- 2014년 9월 ~ 2020년 9월: 대법관[3][4]
- 2017년 12월 ~ 2020년 10월: 제20대 중앙선거관리위원회 위원장[2]
- 2020년 9월 ~ 2021년 9월 화천대유자산관리 고문
- 2020년 12월 ~ 2021년 11월: 연세대학교 법학전문대학원 석좌교수
- 권순일법률사무소 변호사
- 2024년 5월 ~ : 법무법인 YK 대표변호사

## 주요 판결
대구지법 제13민사부에서 재판장으로 재직하던 2000년에  대동은행 주주 강모씨 등 158명이 허홍 전 대동은행장 등 임원 10명올 상대로 낸 손해배상 청구소송에서 "대동은행이 파산선고를 받은 이후 파산관재인이 선임돼 은행의 이사·감사에 대한 책임추궁 권한을 갖게 된 만큼 주주들이 주주대표 소송올 제기할 수 없다.", "은행 파산 선고 이후에는 주주대표 소송을 제기할 수 없다."며 원고의 소를 각하했다.
인천지방법원에서 재직하던 2001년에 2000년 총선에서 낙천·낙선운동을 주도한 ‘평화와 참여로 가는 인천연대’ 박길상 사무처장(39)에게 “현행 선거법이 참정권과 표현의 자유를 침해한 위헌적 요소가 있더라도 위헌판결이 나지 않은 상태에서는 여야 합의로 만든 법을 수호할 의무가 있다”고 하면서 위헌법률심판제청을 하지 않고 200만원의 벌금형을 선고했다.
4.13 총선 이전인 2, 3월 모두 53차례에 걸쳐 주민 591명에게 식사를 제공하는가 하면, 강화군의 사설 방조제 공사예산(27억원)을 책정하는데 자신이 공헌했다는 등의 허위사실을 퍼뜨린 민주당 박용호의원(인천 서.강화 을)에 대해 징역1년6월 구형에도 불구하고 벌금 1천만원을 선고했다.
대전지방법원에서 재직하던 2006년에 칼 아이칸과 스틸파트너측이 KT&G를 상대로 낸 이사선임 결의 금지 가처분 신청의 재판과정을 전자재판으로 진행하는 한편 방청객에 공개했다.
군사기밀보호법 위반 등의 혐의로 불구속 기소된 이씨와 F씨에 대해 “박씨와 이씨, F씨는 레이더 관련 선진기술을 습득하려는 연구원의 입장에서 이같은 기술을 보유하고 있고 기술세미나를 한 선진 군수업체에 대해 원칙적인 입장을 표명한 데 불과해 직무상 비밀을 누설한 것이 아니다”라며 “검찰이 제출한 증거들만으로는 군사기밀을 탐지, 수집했거나 기밀을 유출했다고 볼 수 없다”는 이유로 무죄를 선고했다.
전 대법관 권순일은 이재명이 공직 선거법 위반으로 2심에서 벌금 300만 원을 선고받은 상고심 주심 재판장이었다. 3심에서 판결이 확정될 경우 경기도지사 직을 잃을 위기에 있었다. 2020년 7월 무죄 취지로 파기 환송했다. 권순일은 이 사건 판결을 주도한 인물로 알려졌다. 대법원에서 뒤집힐 확률은 거의 제로에 가까웠다. 하지만 파기 환송으로 전원 합의체에서 무죄를 받았다.

## 가족 관계
- 배우자: 안윤주 (1963년 ~ ) - 안경상의 장녀